# 단기채
단기채(短期債)는 상환기간이 1~2년 이하인 채권이다. 다만, 장기채, 중기채이라도 상환기간이 1~2년이내로 돌아오면 단기채로 변한다.

## 단기채 투자법
단기채의 경우 금리가 계속 상승 될 경우 장기채에서 금리손해 볼 것이 뻔할 분명하므로 금리상승기이나 막바지에 투자하는 것이 옳지만 개인별, 집단간의 이런저런 이유로 금리하락기에도 투자하는 경우가 있다.